# Algunos días en septiembre
Algunos días en septiembre es una película de espionaje de 2006.

## Argumento
La película se sitúa en los días previos al 11 de septiembre en Nueva York. El film narra como un exagente de la CIA llamado Elliot (Nick Nolte) trata de quedar con su hija Orlando (Sara Forestier) y el hijo adoptivo David (de madres diferentes y que no se conocían con anterioridad) para dejarles una herencia millonaria. El agente está en busca y captura porque tiene información confidencial sobre lo que pasará ese día... Tras varios días de espera los chicos junto con una amiga Irène (Juliette Binoche) pueden quedar con él en Venecia, pero no tienen en cuenta la presencia de William Pound (John Turturro), un asesino sin escrúpulos, poeta en sus ratos libres...

## Comentarios
La película se rodó entre París y Venecia. Expone el tema de las rivalidades entre Estados Unidos y Europa (Francia)...
- Datos: Q3179069